# Finska mästerskapet i bandy 1984/1985
Finska mästerskapet i bandy 1984/1985 spelades som dubbelserie följd av slutspel. Borgå Akilles vann mästerskapet.

## Mästerskapsserien

### Slutställning
| Lag                          | Spelade | Vinster | Oavgjorda | Förluster | Målskillnad | Poäng |
| ---------------------------- | ------- | ------- | --------- | --------- | ----------- | ----- |
| IFK Helsingfors              | 18      | 14      | 0         | 4         | 137–55      | 28    |
| Borgå Akilles                | 18      | 13      | 1         | 4         | 121–67      | 27    |
| OLS                          | 18      | 12      | 1         | 5         | 99–55       | 25    |
| Veitsiluodon Vastus          | 18      | 12      | 1         | 5         | 87–59       | 25    |
| Botnia-69                    | 18      | 10      | 2         | 6         | 82–66       | 22    |
| Warkauden Pallo -35          | 18      | 7       | 2         | 9         | 66–83       | 16    |
| OPS                          | 18      | 5       | 2         | 11        | 41–70       | 12    |
| Keminmaan Pallo              | 18      | 5       | 2         | 11        | 50–99       | 12    |
| Mikkelin Kampparit           | 18      | 3       | 2         | 13        | 37–81       | 8     |
| Jyväskylän Seudun Palloseura | 18      | 2       | 1         | 15        | 35–120      | 5     |

JPS åkte ur serien direkt och Kamparit åkte ur efter kvalspel. Nykomlingar blev Lappeenrannan Veiterä och Rovaniemen Palloseura.

### Grundseriens poängliga
| Placering | Spelare           | Lag     | Mål | Assist | Poäng |
| --------- | ----------------- | ------- | --- | ------ | ----- |
| 1.        | Veikko Niemikorpi | HIFK    | 58  | 20     | 78    |
| 2.        | Esko Korhonen     | Botnia  | 29  | 14     | 43    |
| 3.        | Matti Alatalo     | OLS     | 31  | 11     | 42    |
| 4.        | Tapio Eräheimo    | HIFK    | 27  | 9      | 36    |
| 5.        | Kari Helin        | Akilles | 23  | 12     | 35    |
| 6.        | Pekka Vartiainen  | Akilles | 26  | 8      | 34    |
| 7.        | Mauri Kallio      | Vastus  | 25  | 9      | 34    |
| 8.        | Jouni Vesterinen  | OLS     | 24  | 4      | 28    |
| 9.        | Kauko Rautiainen  | HIFK    | 18  | 8      | 26    |
| 10.       | Jari Torvinen     | WP-35   | 17  | 8      | 25    |

## Semifinaler
Semifinalerna avgjordes i dubbelmöten, och det sämst placerade laget fick spela första matchen på hemmaplan. 
| Lag 1               | Resultat | Lag 2           | Match 1   | Match 2   |
| ------------------- | -------- | --------------- | --------- | --------- |
| Veitsiluodon Vastus | 10–3     | IFK Helsingfors | 3–0 (2–0) | 7–3 (5–1) |
| OLS                 | 6–11     | Borgå Akilles   | 2–4 (1–3) | 4–7 (1–3) |

## Match om tredje pris
| Lag 1           | Resultat  | Lag 2 |
| --------------- | --------- | ----- |
| IFK Helsingfors | 4–6 (2–4) | OLS   |

## Finaler
| Lag 1         | Resultat  | Lag 2               |
| ------------- | --------- | ------------------- |
| Borgå Akilles | 5–0 (1–0) | Veitsiluodon Vastus |

## Slutställning
| Placering | Lag                 |
| --------- | ------------------- |
| 1.        | Borgå Akilles       |
| 2.        | Veitsiluodon Vastus |
| 3.        | OLS                 |
| 4.        | IFK Helsingfors     |

## Finska mästarna
Akilles: Lenneth Lindholm, Jouni Juvani; David Lindström, Lars-Erik Hjelt, Rainer Vilén, Risto Tammilehto, Pekka Vuorinen, Bill Snell, Kari Helin, Pasi salminen, Timo Jalonen, Christer Johansson, Pekka Vartiainen, Harri Laakkonen, Peter Stenberg, Magnus Smeds, Vesa Hietanen, Valeri Aleksejev. Tränare Markku Vainio.